# Christian Reich
Christian Reich (ur. 23 września 1967 w Aarau) – szwajcarski bobsleista, srebrny medalista olimpijski oraz czterokrotny medalista mistrzostw świata.

## Kariera
Pierwszy sukces w karierze osiągnął w 1989 roku, kiedy wspólnie z Nico Baracchim, Donatem Acklinem i René Mangoldem zdobył srebrny medal w czwórkach podczas mistrzostw świata w Cortina d'Ampezzo. Kolejne medale wywalczył na mistrzostwach świata w Altenbergu w 2000 roku, razem z Bruno Aeberhardem, Ursem Aeberhardem i Domenikiem Kellerem zdobył brąz w czwórkach, a w parze z Ursem Aeberhardem był też trzeci w dwójkach. Także na rozgrywanych rok później mistrzostwach świata w St. Moritz Szwajcarzy w składzie: Christian Reich, Steve Anderhub, Urs Aeberhard i Domenic Keller zdobyli kolejny brązowy medal w czwórkach. Reich brał również udział w igrzyskach olimpijskich w Salt Lake City, gdzie wspólnie z Anderhubem zdobył srebrny medal w dwójkach. Był też między innymi czwarty w tej samej konkurencji podczas igrzysk w Nagano w 1998 roku, gdzie Szwajcarzy przegrali walkę o medal z osadą Niemiec (Christoph Langen, Markus Zimmermann). Ponadto w 1999/2000 zwyciężył w klasyfikacji dwójek Pucharu Świata.